# Gemelli Diversi

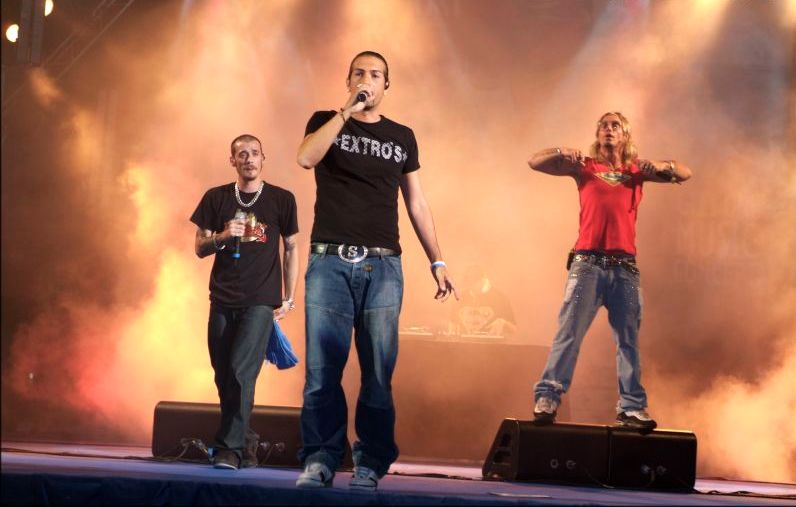
Foto de un concierto de Gemelli Diversi

Gemelli Diversi es una banda italiana de hip hop.

## Biografía
Gemelli Diversi se formó en 1997 en Milán cuando dos grupos de rap italiano, La Cricca y Rima Nel Cuore, se unieron. Su primer sencillo salió en 1998, llamado "Un Attimo Ancora", rapeado sobre la base de la canción "Dammi Solo un Minuto" de la banda Pooh. La canción y el acompañamiento fueron un hit en Italia, donde luego la banda haría una aparición en una publicidad de Coca-Cola. 4x4, fue su segunda publicación, seguido en 2000 por el tour que hicieron con Eros Ramazzotti.
En 2002, regresaron con su álbum Fuego y el sencillo "Mary", con el que se convirtieron en un masivo hit en Italia, encabezando las listas por ocho meses. En 2003, el grupo ganó el premio a Mejor artista italiano en los MTV Europe Music Awards. Actuaron en el Live 8 en Italia en 2005 y protagonizaron su propio programa en MTV Italia llamado Pimp My Wheels, basado en Pimp My Ride. En 2007 sacó su sexto álbum llamado Boom!, que vendieron más de 45.000 copias del disco. Y en 2009 sacaron un álbum de Greatest Hits llamado Senza Fine con 3 temas inéditos.

## Integrantes
- Alessandro Merli (THG) - DJ
- Francesco Stranges (Strano) - voz
- Emanuele Busnaghi (Thema) - voz
- Luca Aleotti (Grido) - voz

## Discografía
- Gemelli DiVersi (1998)
- 4x4 (2000)
- Come piace a me (2001)
- Fuego (2002)
- Fuego Special Edition (2xCD) (2003)
- Reality Show (2004)
- Reality Show-Dual Disc (2005)
- Boom! (2007)
- Senza Fine(the greatest hits) (2009)